# Довбушанське нафтогазове родовище
Довбушанське нафтогазове родовище — належить до Бориславсько-Покутського нафтогазоносного району Передкарпатської нафтогазоносної області Західного нафтогазоносного регіону України.

## Опис
Розташоване у Надвірнянському районі Івано-Франківської області на відстані 17 км від м.Надвірна. Пов'язане з другим ярусом складок південно-східної частини Бориславсько-Покутської зони. Буріння на Довбушанській площі було продовженням пошуково-розвідувальних робіт на півд. сході Битків-Бабченського нафтогазоконденсатного родовища.
Поклади родовища приурочені до трьох антиклінальних структур північно-західного простягання: Південно-Довбушанської, Довбушанської, Малогорганської. Загальна ширина всієї смуги складок 1,8-3,6 м, довжина — 10,5 м, висота 200—900 м.
Перший промисловий приплив нафти отримано з менілітових утворень у 1976 р. (інт. 2580—2886 м).
Поклади пластові, склепінчасті, тектонічно екрановані. Режим Покладів пружний та розчиненого газу (в нижньоменілітовій підсвіті Північно-Ділятинського блоку також і газової шапки).
Експлуатується з 1977 р. Запаси початкові видобувні категорій А+В+С1: нафти — 3350 тис. т; розчиненого газу — 359 млн. м³; газу — 316 млн. м³. Густина дегазованої нафти 851—857 кг/м³. Вміст сірки у нафті 0,35-0,46 мас.%.